# Marco Vicini
Marco Vicini (ur. 31 marca 1974 w Ankonie) – włoski siatkarz występujący obecnie w Serie A, w drużynie Sparkling Milano. Gra na pozycji libero.

## Kariera
- 1992–1994  Milan Volley
- 1994–1995  Olio Venturi Spoleto
- 1995–1996  Colmark Brescia
- 1996–1997  Lamas Castellana Grotte
- 1997–1998  Sira Cucine Ancona
- 1998–2001  Iveco Palermo
- 2001–2003  Montichiari
- 2003–2005  Sempre Volley Padwa
- 2005–2007  Prisma Taranto
- 2007–2008  Sparkling Milano
- 2008-  Framsil Pineto

## Sukcesy
- Puchar CEV: 1999